# Quelpartoniscus
Quelpartoniscus är ett släkte av kräftdjur. Quelpartoniscus ingår i familjen Scyphacidae.
Kladogram enligt Catalogue of Life:
| Quelpartoniscus | \| \| Quelpartoniscus setoensis \| \| \| \| \| \| Quelpartoniscus tsushimaensis \| \| \| \| |
|                 | \| \| Quelpartoniscus setoensis \| \| \| \| \| \| Quelpartoniscus tsushimaensis \| \| \| \| |
|                 | Haloniscus                                                                                  |
|                 |                                                                                             |
|                 | Marioniscus                                                                                 |
|                 |                                                                                             |
|                 | Scyphacella                                                                                 |
|                 |                                                                                             |
|                 | Scyphax                                                                                     |
|                 |                                                                                             |
|                 | Scyphoniscus                                                                                |
|                 |                                                                                             |
|                 | Quelpartoniscus setoensis                                                                   |
|                 |                                                                                             |
|                 | Quelpartoniscus tsushimaensis                                                               |
|                 |                                                                                             |

|  | Quelpartoniscus setoensis     |
|  |                               |
|  | Quelpartoniscus tsushimaensis |
|  |                               |